# STS-41-C
STS-41-C, voluit Space Transportation System-41-C, was een Spaceshuttlemissie van de NASA waarbij de Space Shuttle Challenger gebruikt werd. De Challenger werd gelanceerd op 6 april 1984. Dit was de elfde Space Shuttlemissie en de vijfde vlucht voor de Challenger. De missie was met een dag verlengd door de problemen met Solar Max satelliet.

## Bemanning
- Robert L. Crippen (3), bevelhebber
- Francis R. Scobee (1), Piloot
- George D. Nelson (1), Missie Specialist
- James D. A. van Hoften (1), Missie Specialist
- Terry J. Hart (1), Missie Specialist

tussen haakjes staat de aantal vluchten die de astronaut gevlogen zou hebben na STS-41-C

## Missieparameters
- Massa
  - Shuttle bij lancering: 115.361 kg
  - Shuttle bij landing: 89.344 kg
  - Vracht: 17.357 kg
- Perigeum: 222 km
- Apogeum: 468 km
- Glooiingshoek:28.5°
- Omlooptijd: 91.4 min